# Don Christensen
Don Christensen, nome completo Donald Ragnvald Christensen (Minneapolis, 6 luglio 1916 – Las Vegas, 18 ottobre 2006), è stato un fumettista e animatore statunitense.

## Carriera
Giunto nel 1937 agli Studi Disney, dove collabora alla realizzazione dei lungometraggi animati Pinocchio e Dumbo, nel 1941 passa alla Warner Bros.,dove rimane fino al 1944, contribuendo a realizzare i cortometraggi di famosi personaggi della casa di animazione, quali Bugs Bunny e Duffy Duck.
Nel 1950 comincia a collaborare con la casa editrice Western Publishing, per la quale realizza storie a fumetti con i personaggi disneyani; tra le più famose si ricordano Topolino e il rubino di Omar (1951), Topolino e il fantasma del Monte Cannibale (1951), Topolino nel Gran Canyon (1951).
Christensen terminerà il suo lavoro fumettistico solo attorno al 1970.